# Rockstar Lincoln
Rockstar Lincoln (voorheen Tarantula Studios) is een Britse computerspelontwikkelaar gevestigd in Lincoln. 
Tarantula Studios werd in 1997 opgericht als dochteronderneming van Take-Two Interactive om spellen te ontwikkelen voor en te porteren naar de Game Boy en Game Boy Color. In 2002 werd het bedrijf onder het Rockstar Games-label geplaatst en hernoemd naar Rockstar Lincoln. Daarnaast werd de focus van de studio verlegd en houden ze zich alleen nog bezig met de kwaliteitszorg en lokalisatie van spellen ontwikkeld door de verschillende Rockstar-ontwikkelstudio's.

## Ontwikkelde spellen
| Release | Titel                                           | Platform                 |
| ------- | ----------------------------------------------- | ------------------------ |
| 1998    | Las Vegas Cool Hand                             | Game Boy, Game Boy Color |
| 1998    | Rats!                                           | Game Boy, Game Boy Color |
| 1999    | Hollywood Pinball                               | Game Boy Color           |
| 2000    | Jim Henson's Muppets                            | Game Boy Color           |
| 2000    | Austin Powers: Oh, Behave!                      | Game Boy Color           |
| 2000    | Austin Powers: Welcome to My Underground Lair!! | Game Boy Color           |

### Geporteerde spellen
| Release | Titel                        | Geporteerd naar          | Originele ontwikkelaar |
| ------- | ---------------------------- | ------------------------ | ---------------------- |
| 1998    | Montezuma's Return!          | Game Boy, Game Boy Color | Utopia Technologies    |
| 1998    | Space Station Silicon Valley | Game Boy Color           | DMA Design             |
| 1999    | Grand Theft Auto             | Game Boy Color           | DMA Design             |
| 2000    | Grand Theft Auto 2           | Game Boy Color           | DMA Design             |
| 2001    | Kiss Pinball                 | PlayStation              | Wildfire Studios       |
| 2001    | Hidden & Dangerous           | PlayStation              | Illusion Softworks     |